# Duncan Regehr
Pour les articles homonymes, voir Regehr.
Duncan Regehr, né le 5 octobre 1952 à Lethbridge, est un acteur et artiste canadien.

## Biographie
Né à Lethbridge en Alberta de Peter Regehr, un artiste russe et d'une mère britannique, Duncan Regehr grandit à Victoria en Colombie-Britannique,.
A 14 ans, il anime une émission de radio pour adolescents pour la Société Radio-Canada (Canadian Broadcasting Corporation). Au lycée, il fait du patinage artistique pour des spectacles. Il prend également des cours de théâtre au Bastion Theater School de Victoria. 

### Carrière
Entre 1976 et 1980, il pratique la boxe à un haut niveau, et a même été pressenti pour entrer dans l'équipe de boxe olympique du Canada. En parallèle, sa carrière d'acteur se développe au théâtre et à la télévision canadienne. En 1979, il joue dans la série Matt et Jenny (Matt and Jenny on the Wilderness Trail). Il prête également sa voix à des personnages de dessins animés. En 1981, il part pour Los Angeles avec sa femme pour démarrer une carrière au cinéma.
En 1983, il est l'affiche de la série fantastique Wizards and Warriors (en) dans le rôle du méchant Prince Dirk Blackpool face au Prince Erik Greystone joué par Jeff Conaway. Il joue de nombreux rôles dans des mini-séries ou téléfilms américains. Il joue ainsi Lydon, le gladiateur dans la mini-série Les Derniers Jours de Pompéi (The Last Days of Pompeii) en 1984 ; Errol Flynn dans le film de la CBS My Wicked, Wicked Ways en 1985, basé sur l'autobiographie de Flynn ; et dans la série de science-fiction V dans le rôle du chef militaire Charles. En 1987, Regehr joue le rôle du Comte Dracula dans le film The Monster Squad.
Son rôle le plus connu est celui de Diego de la Vega / Zorro dans la série Zorro. Il le jouera durant 88 épisodes entre 1990 et 1993, réalisant lui-même les combats à l'épée et une partie des cascades,.

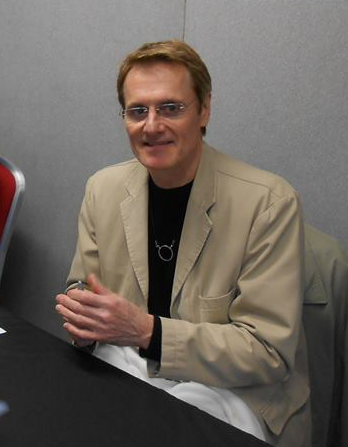
Duncan Regehr en 2014.

Duncan Regehr a réalisé également de nombreuses apparitions en tant que vedette invitée : dans Cybill, Arabesque (Murder, She Wrote), Hôtel. Il apparaît aussi dans la franchise Star Trek : dans la septième saison de Star Trek : La Nouvelle Génération, dans le rôle de Ronin, un fantôme qui tombe amoureux de Beverly Crusher (épisode « Sub Rosa ») et dans Star Trek: Deep Space Nine dans le rôle de Shakaar Edon.

### Artiste
Duncan Regehr a toujours dessiné et peint depuis l'enfance, encouragé par son père. Il a étudié la peinture avec l'artiste allemand Henry Poesiat. Il est un peintre figuratif exposant ses œuvres dans diverses galeries et expositions depuis plus de quarante ans. En 1996, il gagne l'American Vision Award of Distinction dans le domaine des Arts, et se voit accorder le titre de « Royal Canadian Artist » en 2000 par l'Académie royale des arts du Canada pour ses réalisations artistiques,. En 2008, il reçoit un doctorat honorifique des Beaux-Arts de l'Université de Victoria.

### Vie privée
Il a été marié à deux reprises. Une première fois entre 1974 et 1976. Il se remarie dès l'année suivante, en 1977. Il a divorcé de sa deuxième femme en 2016. Il a un fils.

## Filmographie sélective

### Cinéma
- 1978 : The War Is Over de René Bonnière : Sergent Greer
- 1987 : The Monster Squad de Fred Dekker : Dracula
- 1988 : Primo Baby de Eda Lishman : Charles Armstrong
- 1989 : The Banker de William Webb : Spaulding Osbourne
- 1990 : The Last Samurai de Paul Mayersberg : Bill Armstrong
- 1995 : Timemaster de James Glickenhaus : Jonathan Adams
- 2000 : Air Bud 3 (Air Bud: World Pup) (vidéo) de Bill Bannerman : Geoffrey Putter
- 2000 : Vagues de sang (ou Terreur bleue) (Krocodylus) (vidéo) de James D.R. Hickox : John Dirks
- 2001 : Flying Virus de Jeff Hare : Savior

### Télévision

#### Séries télévisées
- 1979 - 1980 : Matt et Jenny : Kit
- 1981 : Ralph Super-héros (The Greatest American Hero) : Palmer Bradshaw
- 1982 : The Blue and the Gray d'Andrew V. McLaglen : Capitaine Randolph
- 1983 : Wizards and Warriors de Don Reo : Prince Dirk Blackpool
- 1984 : Les Derniers Jours de Pompéi (The Last Days of Pompeii) de Peter R. Hunt : Lydon
- 1984 : V (V) (5 épisodes) : Charles
- 1986 : Hôtel (Hotel) (2 épisodes) : Adam Kirkwood
- 1988 : Le Monde merveilleux de Disney (Disneyland) : Commandant Jacob Brown
- 1988 : Alfred Hitchcock présente (Alfred Hitchcock Presents) : David Harrison
- 1988 : Les Voyageurs de l'infini (Earth Star Voyager) de James Goldstone : Jacob 'Jake' Brown
- 1990-1993 : Zorro (Zorro) : Don Diego de la Vega / Zorro
- 1997 : Fast Track (Fast Track) (23 épisodes) : Christian Chandler Jr.
- 2002 : Body & Soul : Dr. Phillip Grenier

#### Téléfilms
- 1978 : The Donnellys of Biddulph de Bob Gibbons : Donnelly
- 1981 : Les Survivants du Goliath (Goliath Awaits) de Kevin Connor : Paul Ryker
- 1985 : Mes 400 coups: la légende d'Errol Flynn (My Wicked, Wicked Ways... The Legend of Errol Flynn) de Don Taylor : Errol Flynn
- 1985 : The Adventures of Alexander Hawkins de Lee H. Katzin : Alexander Hawkins
- 1988 : Shades of Love: Little White Lies de Susan Martin : Robert Fiori
- 1989 : Billy the Kid de William A. Graham : Pat Garrett
- 1994 : Danielle Steel: Il était une fois l'amour (Once in a Lifetime) de Michael Miller : Justin Wakefield
- 1996 : The Haunting of Lisa de Don McBrearty : Mitch Graham
- 2000 : Arabesque : Le pacte de l'écrivain (Murder, She Wrote: A Story to Die For) d'Anthony Pullen Shaw : Yuri Malenkovich
- 2005 : Secret conjugal (Secret Lives) de George Mendeluk : Mike
- 2006 : Roman meurtrier (Presumed Dead) de George Mendeluk : Seth Harmon
- 2008 : La Porte dans le noir (Nightmare at the End of the Hall) de George Mendeluk : Directeur
- 2009 : The good times are killing me de John L'Ecuyer : le sénateur américain Sam Talbot

## Voix francophones
Duncan Regehr n'a pas vraiment de voix attitrée, le doubleur change régulièrement.

### Versions françaises
- Hervé Bellon : la série V
- Richard Darbois : Les Derniers Jours de Pompéi
- Patrick Laval : Zorro
- Philippe Vincent : Star Trek: Deep Space Nine[10]

### Versions québécoises
- Luis de Cespedes : Air Bud 3
- Mario Desmarais : Matt et Jenny

## Distinctions
- 1988 - 15e cérémonie des Saturn Awards : Nomination au prix du Meilleur acteur dans un second rôle pour son rôle du Comte Dracula dans The Monster Squad.

## Publications
- (en) Duncan Regehr, The Dragon's Eye : An Artist's View, Journey Editions, septembre 1994, 194 p. (ISBN 978-1-885203-03-8)
- (en) Duncan Regehr, Scarecrow : Poems and drawings, Ekstasis Editions, avril 2010, 122 p. (ISBN 978-1-897430-58-3)
- (en) Duncan Regehr, Presence : Other Selves, Other Lives, Other Loves, Other Souls, Ekstasis Editions, octobre 2018, 138 p. (ISBN 978-1-77171-194-4)[11]